# Манджур (канонерская лодка)
«Манджур», в современном написании «Манчжур», уст. «Маньчжур» — канонерская лодка Сибирской флотилии. Несла службу, находясь в распоряжении дипломатических представительств России на Дальнем Востоке. Также канонерская лодка занималась охраной промыслов; каждую осень ходила к острову Тюлений и снимала с него охрану.

## Строительство
Проект создан на базе канонерских лодок «Бобр» и «Сивуч». Заказана в рамках судостроительной программы 1882—1902 годов, и предназначалась для стационерской службы на Дальнем Востоке России.
Заложена 28 июня 1886 года на верфи «Бурмейстер и Вайн» в Копенгагене. Спущена на воду 22 ноября 1886 года. Вступила в строй 23 мая 1887 года.

## Имя
Имя корабля, построенного для несения службы на Тихом океане, было взято из дальневосточного гидронимического ряда.
Манчжур: 1) название бухты на западном берегу Амурского залива, углубляющейся в материк до 3 морских миль, между полуостровом Клерка, мысом Нерпа и островом Сибирякова; 2) имя пролива в заливе Петра Великого между юго-западной стороной острова Русского и островом Рында. Название «Манджур», встречающееся в литературе наряду с «Ман(ь)чжур», представляет собой обратную транслитерацию нем. Mandzhur — имени, под которым судно было вписано в западные регистры после его постройки в Копенгагене в 1886 году.

## Служба
В 1888 году участвовала в походах Практической эскадры Балтийского моря.
С 22 сентября по 10 октября 1889 года совершила переход на Дальний Восток России.
С 5 мая 1890 года — в составе Сибирской флотилии с базированием на Владивосток.
В 1895—1896 годах совершала плавания по портам Китая, Японии и Кореи, базируясь на Чемульпо.
В составе русской эскадры посетила Киао-Чао и Шанхай.
Во время походов нередко ходила под флагом начальников и флагманов эскадры Тихого океана. В 1900 году приняла участие в подавлении восстания «боксёров».
Во время начала Русско-японской войны находилась в Шанхае, где была интернирована.
После войны вернулась во Владивосток и в 1907 году приняла участие в подавлении вооруженного восстания, повредив миноносец «Скорый». В этом же году во Владивостоке прошла капитальный ремонт корпуса и механизмов с перевооружением на новую артиллерию.
До Первой мировой войны несла стационерную службу в китайских портах попеременно с крейсером «Жемчуг». На период войны являлась флагманским кораблем командующего Сибирской флотилией.
12 декабря 1917 года перешла на сторону Советской власти.
С весны 1918 года во Владивостоке на долговременном хранении.
30 июня 1918 года захвачена белогвардейцами и выведена из строя.
В октябре 1922 года уведена контр-адмиралом Г. К. Старком в Манилу и там в 1923 году продана японской судоходной компании.
После переименования в «Кимигаё-мару 2» и переоборудования в торговое судно, курсировала между Осакой и островом Сайсю (Чеджу).
Потоплена в апреле 1945 года в результате авианалёта американцев.

## Командиры
- 24.11.1886 — хх.хх.1890 — капитан 2-го ранга Чухнин, Григорий Павлович
- хх.04.1890 — 05.11.1891 — капитан 2-го ранга Кази, Александр Ильич
- 05.11.1891 — 17.03.1893 — капитан 2-го ранга Брандт, Виктор Фёдорович
- хх.хх.1893 — хх.хх.1894 — капитан 2-го ранга Андреев, Константин Матвеевич
- 24.10.1894 — хх.хх.1896 — капитан 2-го ранга Подъяпольский, Яков Иванович
- хх.хх.хххх — 01.09.1897 — капитан 2-го ранга Качалов, Павел Николаевич
- 01.09.1897 — хх.хх.1898 — капитан 2-го ранга Успенский, Иван Петрович
  - хх.06.1898 — хх.хх.1898 — командующий капитан 2-го ранга Шамов, Александр Сергеевич
- хх.хх.1898 — хх.хх.1899 — капитан 2-го ранга Яковлев, Николай Матвеевич
- 01.06.1899 — 21.11.1899 — капитан 2-го ранга Игнациус, Василий Васильевич (и. о.)
- 21.11.1899 — хх.хх.1901 — капитан 2-го ранга Эбергард, Андрей Августович
- хх.хх.190? — хх.хх.1903 — Плен, Павел Иванович
- хх.хх.1903 — хх.хх.1904 — капитан 2-го ранга Кроун, Николай Александрович
- хх.хх.хххх — 29.05.1906 — капитан 2-го ранга Елисеев, Евгений Пантелеевич
- 29.05.1906 — после 22.04.1907 — капитан 2-го ранга (с 22.04.1907 капитан 1-го ранга) барон Раден, Фердинанд Владимирович
- хх.хх.1909 — хх.хх.1911 — Карказ, Фёдор Фёдорович
- ??.??.191?—??.??.191? Сергеев 2-й
- ??.??.191?—??.??.191? фон Липхарт И. О.

### Другие должности
- ??.??.1889—??.??.1896 мичман, с 01.01.1894 лейтенант И. А. Виноградский[7]
- 24.03.1879—??.??.1880 старший штурманский офицер КФШ прапорщик В. Р. Гацкевич[8]

## В художественной литературе и кинематографии
Служба канонерки в северо-восточной акватории Тихого океана, включая участие в охране рыбных промыслов России, отражена в романе Валентина Пикуля «Богатство» (1987). Одним из персонажей этого произведения, события первой части которого развёртываются в 1903—1904 году, является командир корабля, капитан 2-го ранга Николай Александрович Кроун. Автор выводит образ капитана, как искреннего патриота, защитника интересов России на Дальнем Востоке, в том числе перед лицом наглого браконьерства японцев на Камчатке и в Охотском море накануне русско-японской войны.
В телесериал «Богатство», снятый по мотивам романа в 2004 году режиссёром Эльдором Уразбаевым, вошли диалоги капитана Кроуна, которые он ведёт на борту канонерки «Манчжур» в Петропавловском порту с одним из главных героев, начальником Петропавловского округа Андреем Петровичем Соломиным.